# 胡慥
胡慥（1502年—？），字敬夫，河南南陽府南陽縣人，民籍，明朝政治人物。

## 生平
河南鄉試第四十六名，嘉靖二十年（1541年）登辛丑科會試一百八十六名，第三甲第一百七十二名進士，曾官直隸丹陽縣知縣，歷江西贛州府知府。嘉靖三十七年（1558年）任陞河東轉運副使。

## 家族
曾祖胡昂，壽官；祖父胡瀛；父胡朝獻，母徐氏。慈侍下。弟胡恪。